# Giovanni Barbagallo
Giovanni Barbagallo (* 1. Juni 1952 in Trecastagni) ist ein italienischer Politiker der Partito Democratico.

## Leben
Nach einem Abschluss in Erziehungswissenschaften wurde er Beamter bei der AMT Catania. 1985 wurde er für die Democrazia Cristiana (DC) in den Provinzrat von Catania gewählt und 1990 erneut bestätigt.
1996 wurde er als Abgeordneter in die Assemblea Regionale Siciliana (ARS) im Wahlkreis der Provinz Catania für die Partito Popolare Italiano gewählt. Im Juni 1998 wurde er seines Amtes enthoben, da er in zweiter Instanz zu drei Jahren wegen schwerer Korruption verurteilt wurde. Im Mai 1999 wurde er nach einem Freispruch durch das Kassationsgericht wieder eingesetzt.
2001 wurde er in die Partei Democrazia è Libertà – La Margherita aufgenommen und war von 2002 bis 2006 Vizepräsident der regionalen Antimafia-Kommission. Im Jahr 2006 wurde er wiedergewählt und war Fraktionsvorsitzender seiner Partei.  
Nach der Gründung der Partito Democratico (PD) kandidierte er 2008 erneut für die ARS und wurde erneut gewählt.
Bei den Europawahlen 2009 kandidierte er für die PD im Wahlbezirk Inselitalien und erhielt 68.505 Vorzugsstimmen (zweiter der nicht Gewählten). Von Juni 2013 bis Mai 2018 war er Bürgermeister seiner Geburtsstadt mit einer Mitte-Links-Koalition. Am 11. März 2014 trat er als Nachfolger von Francesca Barracciu in das Europäische Parlament ein, nachdem diese Staatssekretärin geworden war. Barracciu war ihrerseits im Dezember 2012 für Rosario Crocetta nachgerückt, der Präsident der Autonomen Region Sizilien geworden war. Er schloss sich der Fraktion der Progressiven Allianz der Sozialdemokraten im Europäischen Parlament an. Bei den Europawahlen im darauffolgenden Mai wurde er nicht wiedergewählt.